# Ephraim (Wisconsin)
Ephraim ist eine Gemeinde (mit dem Status „Village“) im Door County im US-amerikanischen Bundesstaat Wisconsin. Im Jahr 2010 hatte Ephraim 288 Einwohner.

## Geografie
Ephraim liegt im Osten Wisconsins am Westufer der Green Bay, einer Bucht des Michigansees. Die geografischen Koordinaten von Ephraim sind 45°09′23″ nördlicher Breite und 87°10′05″ westlicher Länge. Das Gemeindegebiet erstreckt sich über eine Fläche von 18,54 km², die sich auf 9,81 km² Land- und 8,73 km² Wasserfläche verteilen. Die Gemeinde Ephraim wird im Osten von der Town of Gibraltar und im Westen von der Town of Liberty Grove umgeben, ohne einer davon anzugehören.
Benachbarte Orte von Ephraim sind Sister Bay (6,5 km nordöstlich), Ellison Bay (15,2 km in der gleichen Richtung) und Fish Creek (7,7 km südwestlich).
Die nächstgelegenen größeren Städte sind Green Bay (120 km südwestlich), Milwaukee (274 km südlich), Chicago in Illinois (420 km in der gleichen Richtung), Wisconsins Hauptstadt Madison (344 km südwestlich) und Eau Claire (430 km westlich).

## Verkehr
Der Wisconsin State Highway 42 verläuft als Hauptstraße durch Ephraim. Alle weiteren Straßen sind untergeordnete Landstraßen, teils unbefestigte Fahrwege sowie innerstädtische Verbindungsstraßen.
Mit dem Ephraim–Gibraltar Airport befindet sich am südwestlichen Ortsrand ein kleiner Flugplatz. Der Austin Straubel International Airport in Green Bay ist der 136 km südwestlich liegende nächste Regionalflughafen; die nächsten Großflughäfen sind der Milwaukee Mitchell International Airport in Milwaukee (284 km südlich), der O’Hare International Airport in Chicago (399 km in der gleichen Richtung) und der Minneapolis-Saint Paul International Airport (572 km westlich).

## Bevölkerung
Nach der Volkszählung im Jahr 2010 lebten in Ephraim 288 Menschen in 138 Haushalten. Die Bevölkerungsdichte betrug 29,4 Einwohner pro Quadratkilometer. In den 138 Haushalten lebten statistisch je 2,09 Personen.
Ethnisch betrachtet bestand die Bevölkerung mit drei Ausnahmen nur aus Weißen. Unabhängig von der ethnischen Zugehörigkeit waren 2,4 Prozent der Bevölkerung spanischer oder lateinamerikanischer Abstammung.
14,9 Prozent der Bevölkerung waren unter 18 Jahre alt, 52,1 Prozent waren zwischen 18 und 64 und 33,0 Prozent waren 65 Jahre oder älter. 53,1 Prozent der Bevölkerung war weiblich.
Das mittlere jährliche Einkommen eines Haushalts lag bei 55.938 USD. Das Pro-Kopf-Einkommen betrug 52.998 USD. 2,9 Prozent der Einwohner lebten unterhalb der Armutsgrenze.